# Esther Vanhomrigh

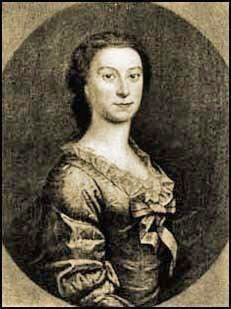
Posible retrato de Esther Vanhomright

Esther Vanhomrigh (conocida por el seudónimo de Vanessa; c. 1688-2 de junio de 1723) fue una escritora irlandesa de ascendencia neerlandesa. Fue amante y corresponsal de Jonathan Swift durante mucho tiempo. Las cartas de Swift a ella se publicaron después de su muerte. Su nombre ficticio, "Vanessa", fue creado por Swift tomando Van de su apellido, Vanhomrigh, y agregando Esse, una forma cariñosa de  decir Esther.
El personaje de Vanessa en el poema de Swift Cadenus and Vanessa (1713) es una representación de Esther. En el poema, escribió:
| Each girl, when pleased with what is taught,Will have the teacher in her thought. | Cada niña, cuando esté satisfecha con lo que se le enseña,tendrá al maestro en su pensamiento. |

## Vida
Esther era hija de Bartholomew Vanhomrigh, un comerciante de Ámsterdam y luego de Dublín, nombrado comisario de las tiendas por el rey Guillermo en su expedición a Irlanda. Bartholomew fue alcalde de Dublín entre 1697 y 1698. Su madre, también llamada Esther, era hija de John Stone, un comisionado de ingresos irlandés. Creció en Celbridge Abbey en el condado de Kildare .
Su padre murió en 1703 y su madre se mudó con su familia a Londres en 1707. Esther conoció a Swift en diciembre de ese año en Dunstable, mientras la familia se dirigía a Londres, y fue aquí donde comenzó su intensa relación de 17 años. Tenía 22 años menos que Swift, y era obvio desde el principio que él admiraba a Esther por sus fuertes cualidades; no admiraba a las mujeres muy delicadas. Más tarde, Swift se desempeñó como su tutor. Después de que su madre muriera en 1714, Esther siguió a Swift a Irlanda y regresó a Celbridge Abbey, donde se sintió profundamente miserable.
Su relación fue tensa.  Se rompió después de 17 años por la relación de Swift con otra mujer, Esther Johnson, a quien llamó "Stella", en 1723. Swift conocía a Stella desde alrededor de 1690, cuando era una niña en la casa de su patrón, Sir William Temple ; su relación fue intensa y es posible que se hubieran casado en secreto en 1716. Se cree que Esther le pidió a Swift que no volviera a ver a Stella, y aparentemente él se negó, poniendo así fin a su relación.
Esther nunca se recuperó de su rechazo y murió el 2 de junio de 1723, probablemente de tuberculosis contraída al atender en su enfermedad a su hermana María, que había muerto de la misma enfermedad en 1720, al igual que su madre antes que ella; algunos acusaron a Swift de causar su muerte sin darse cuenta.
Su padre la había dejado bien provista, pero estaba agobiada por las deudas acumuladas por su madre y su derrochador hermano Bartolomé. En su testamento, nombró al abogado Robert Marshall y George Berkeley, el célebre filósofo y futuro obispo de Cloyne, albaceas y legatarios residuales conjuntos de su patrimonio, aunque no conocía bien a ninguno de los dos. Debido a las deudas, se produjo un juicio prolongado y gran parte del patrimonio se perdió en las costas judiciales. Se informó ampliamente que ella había puesto como condición de la herencia que sus albaceas publicaran toda su correspondencia con Swift, pero de hecho no parece que se haya hecho tal estipulación.
Swift, cuyas cartas a ella se publicaron después de su muerte, no es mencionado en su testamento, algo que quizás fuera una represalia final contra un hombre cuya negligencia la hizo "vivir una vida como una muerte lánguida".

## Legado

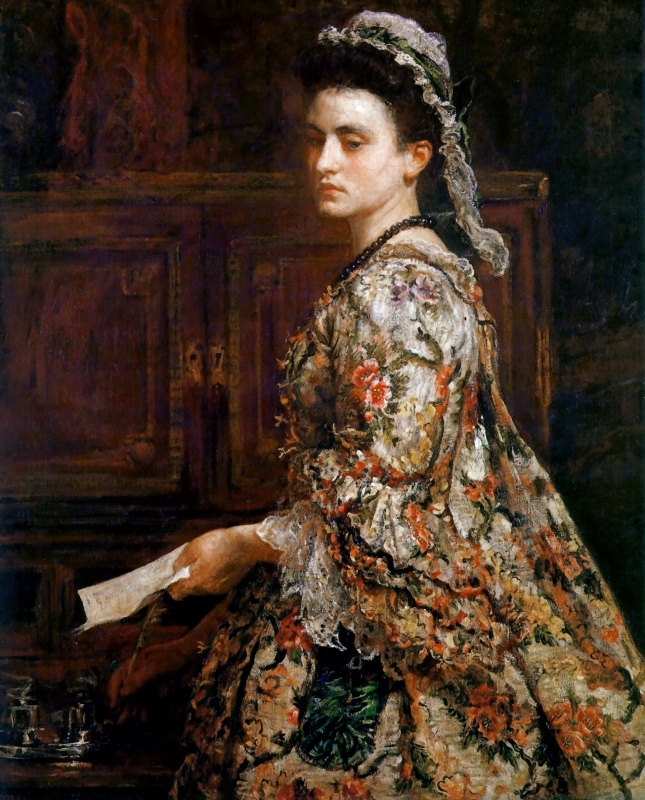
Vanessa por John Everett Millais, 1868. Esto no es un retrato, pero es un trabajo de imaginación artística.

Una sala en el Hospital Universitario de St Patrick se llama "Vanessa" en su honor.
El artista prerrafaelita John Everett Millais pintó un elegante retrato de ella en 1868, más de 100 años después de su muerte: Vanessa. La pintura muestra a Esther sosteniendo una carta, presumiblemente escrita por o para Swift. El retrato es una semejanza imaginaria: no se sabe que sobreviva ningún retrato contemporáneo de Esther y solo hay unas pocas descripciones bastante vagas de su apariencia.
Margaret Louisa Woods escribió una novela inspirada en su vida titulada Esther Vanhomrigh (1891).
Elizabeth Myers, esposa de Littleton C. Powys, que era hermano de John Cowper Powys, escribió una novela titulada El basilisco de St. James, (Londres, 1945, Chapman and Hall ), que tiene como protagonista a Jonathan Swift . El centro de la trama es el conflicto personal que surgió de las relaciones de Swift con Esther Vanhomrigh (Vanessa) y Esther Johnson, apodada Stella por Swift.
En la película de 1994 Words Upon the Window Pane, basada en la obra de William Butler Yeats, Orla Brady la interpreta : la trama gira en torno a una sesión de espiritismo en Dublín en la década de 1920 donde los fantasmas de Swift, Stella y Vanessa parecen reanudar su disputa.